# Charlie Cole
Charlie Cole, född den 21 juni 1986 i New York i USA, är en amerikansk roddare.
Han tog OS-brons i fyra utan styrman i samband med de olympiska roddtävlingarna 2012 i London.